# Accord de libre-échange entre l'Australie et la Chine
L'accord de libre-échange entre l'Australie et la Chine est un accord de libre-échange signé le 17 juin 2015 et qui est entré en application le 20 décembre 2015.
Les négociations pour cet accord ont démarré le 23 mai 2005 et se sont terminées le 17 novembre 2014. 
L'accord inclut la suppression de 85 % des droits de douane entre pays, notamment sur des denrées comme le lait, la viande bovine, le bétail, les fruits et légumes, les minerais, le vin, l'électronique. À l'inverse, des produits comme le sucre, le riz, le coton ou le blé ne sont pas ou sont peu touchés par cet accord,,.